# Vicente Merino Bielich
Vicente Merino Bielich (Santiago, 1899 – 1977) was een Chileens militair en staatsman. Hij was van 3 augustus tot 13 augustus 1946 waarnemend president van Chili. 
Hij was de zoon van kapitein-ter-zee Vicente Merino Jarpa (1855-1900) en diens Peruaanse vrouw Esther Bielich Pomareda. Net als zijn vader maakte Vicente Merino carrière binnen de marine. Hij was vice-admiraal en van 1943 tot 1947 opperbevelhebber van de Chileense marine.
Op 28 januari 1946 werd hij benoemd tot minister van Binnenlandse Zaken. Hij bleef tot 6 september van dat jaar in functie. Hij vervulde van 3 augustus tot 13 augustus 1946 kortstondig het ambt van waarnemend president van Chili (Vicepresidente de Chile). 
Vicente Merino was getrouwd met Amelia Novoa Astaburuaga, bij wie hij zes kinderen had.